# Де Кёйпер, Максим
Максим Де Кёйпер (нидерл. Maxim De Cuyper; род. 22 декабря 2000, Кнокке-Хейст, Фламандский регион) — бельгийский футболист, полузащитник клуба «Брайтон энд Хоув Альбион» и сборной Бельгии.

## Клубная карьера
Де Кёйпер — воспитанник клубов «Хейст», «Блаув-Зварт» и «Брюгге». 20 февраля 2020 года в матче Лиги Европы против английского «Манчестер Юнайтед» он дебютировал за основной состав последнего. Летом 2021 года для получения игровой практики де Кёйпер на правах аренды перешёл в «Вестерло». 15 августа в матче против «Виртона» он дебютировал в бельгийской Челлендж-лиге. 17 октября в поединке против «Брюсселя» Максим забил свой первый гол за «Вестерло». По итогам сезона де Кёйпер помог клубу выйти в элиту. 24 июля в матче против «Серкль Брюгге» он дебютировал в Жюпиле лиге. 